# 日內瓦湖白鮭
日內瓦湖白鮭，為輻鰭魚綱鮭形目鮭科的一種，原產於法國Bourget湖及與瑞士交界的日內瓦湖區，已絕種。主要棲息在接近湖底的深水區，屬肉食性，每年12中旬為繁殖期，體長可達40公分。其滅絕的原因如同萊芒湖白鮭，由於過度捕撈，使族群數量銳減，1950年代以後，就沒有本種的紀錄了。
其种加词“Hiemalis”意为“冬天的”。